# Alexandr Lebzjak
Alexandr Borisovič Lebzjak (rusky Александр Борисович Лебзяк, *15. dubna 1969, Doněck) je ruský boxer, olympijský vítěz z olympijských her v Sydney v roce 2000.
Boxem se začal zabývat jako žák v malé vesnici Burkanďje 900 km daleko od nejbližšího města Magadanu, odkud dostal do Magadanu pozvání jako nadaný sportovec do sportovní školy.
V roce 1981 se stal na Kubě juniorským mistrem světa v kategorii do 71 kg. Stal se vojákem a své útočiště našel v Moskvě. Zranění jeho vývoj zabrzdila, a tak neuspěl ani při dvou olympijských startech. Na olympiádě v Barceloně vypadl v roce 1992 ve druhém kole, oslabený po zkolabování plíce zaviněném intenzivním shazováním kilogramů v předolympijském období. O čtyři roky později na olympiádě v Atlantě se situace zopakovala přímo v průběhu soutěží, a tak vypadl ve třetím kole s úspěšným obhájcem titulu Arielem Hernandezem z Kuby.
Aby zabránil podobným potížím, rozhodl se přestoupit ze střední váhy (do 75 kg) do lehké těžké váhy (do 81 kg) a úspěchy se dostavily. Vyhrál mistrovství světa 1997 v Budapešti a dva tituly mistra Evropy.
Na olympijských hrách v Sydney v roce 2000 prokazoval skvělou formu. Cestou do finále porazil čtyři soupeře, v semifinále Uzbeka Michajlova verdiktem rozhodčího r.s.c. už v prvním kole. Ve finále jednoznačně porazil českého reprezentanta Rudolfa Kraje 20:6 na body.
Po ukončení amatérské kariéry absolvoval jediný zápas v profesionálním ringu (v Taškentu porazil na technické k.o. Američana Stacyho Goodsona), ale pak se stal trenérem, nyní je hlavním koučem ruské reprezentace.